# Ouluvesi
Ouluvesi är en sjö i Finland. Den ligger i kommunen Etseri i landskapet Södra Österbotten, i den centrala delen av landet, 270 km norr om huvudstaden Helsingfors. Ouluvesi ligger 139,8 meter över havet. I omgivningarna runt Ouluvesi växer i huvudsak blandskog. Den är 8,5 meter djup. Arean är 3,96 kvadratkilometer och strandlinjen är 26,49 kilometer lång. Sjön  ingår i Kumo älvs huvudavrinningsområde. 